# Nukutula
Nukutula ist eine Insel im Archipel Haʻapai, die zum Königreich Tonga gehört.

## Geografie
Das Motu liegt im Zentrum von ʻOtu Muʻomuʻa zusammen mit Nukufaiau. Im Osten schließen sich die Inseln Fonoifua, Tanoa und Meama mit den Riffen Mai Reef und Lua Anga an und im Westen liegt die Hauptinsel Nomuka.

## Klima
Das Klima ist tropisch heiß, wird jedoch von ständig wehenden Winden gemäßigt. Ebenso wie die anderen Inseln der Haʻapai-Gruppe wird Nukutula gelegentlich von Zyklonen heimgesucht.